# Dâu tằm tàu
Dâu tằm tàu, hay dâu tằm Úc, dâu ta, tên khoa học Morus australis là một loài thực vật có hoa Chi Dâu tằm trong họ Moraceae. Loài này được Poir. mô tả khoa học đầu tiên năm 1797.

## Đặc điểm
- Cây to có thể cao đến 15m, nhưng do trồng trọt và cắt tỉa mà có dạng cây nhỡ 2-3m, cành yếu. Lá có phiến thon xoan dài 6–15 cm, rộng 4–10 cm, gốc hình tim cạn, có khi chia 3-5 thuỳ, mỏng, không lông, gân gốc 3, mép có răng, có chai ở đầu; cuống lá ngắn, lá kèm 5mm. Bông đuôi sóc thòng, bông đực dài 2 cm, bông cái dài 1 cm. Hoa mẫu 4, bầu 2 vòi nhuỵ dài 1,5mm, dính nhau. Quả to đậm, gần như đen.
- Mùa hoa tháng 5-7.

## Phân bố
Cây phân bố ở Trung Quốc, Ấn Độ, Thái Lan, Lào, Campuchia, Malaysia, Indonesia, Úc.

## Giá trị kinh tế
Được trồng ở khắp Việt Nam lấy lá mỏng dùng nuôi ấu trùng của loài tằm Calinaga buddha. Các bộ phận của cây dùng làm thuốc thu hái quanh năm. Quả hái khi chín.

## Thành phần hoá học
Lá giàu các hợp chất amino acid, phenylalanin, leucin, alanin, arginin, australone A, sarcosin, acid pipecolic. Lá cũng chứa các protein, các vitamin C, B, D, các acid hữu cơ: succinic, propionic, isobutyric, còn có tanin. Quả có đường, protein, tanin, và vitamin C.

## Tác dụng trong y học
Ở Ấn Độ, người ta cho biết một số tính chất và tác dụng của các bộ phận.
- Quả, thân giải nhiệt, nhuận tràng, giải khát, làm dịu cơn sốt
- Vỏ trị giun và xổ.
- Lá sắc làm nước súc miệng khi bị viêm thanh quản.
- Rễ trị giun và làm se.

## Bài thuốc chỉ định và phối hợp
- Lá làm tăng sự tiết chữa cảm, ho, mất ngủ: liều dùng 6-18g, dạng thuốc sắc.
- Rễ chữa hen suyễn, tiểu tiện ít, thấp khớp, đau nhức xương: liều dùng 6-12g, dạng thuốc sắc.
- Quả dùng chữa thiếu máu, mắt mờ: ngày dùng 12-20 quả ngâm rượu hoặc nước dùng uống.
- Xirô quả chín dùng bôi chữa đau họng, lở miệng lưỡi.

## Loài phụ
Các loài phụ dưới loài Morus australis
- M. a. glabra
- M. a. hachijoensis
- M. a. hastifolia
- M. a. incisa
- M. a. inusitata
- M. a. linearipartita
- M. a. oblongifolia

## Hình ảnh

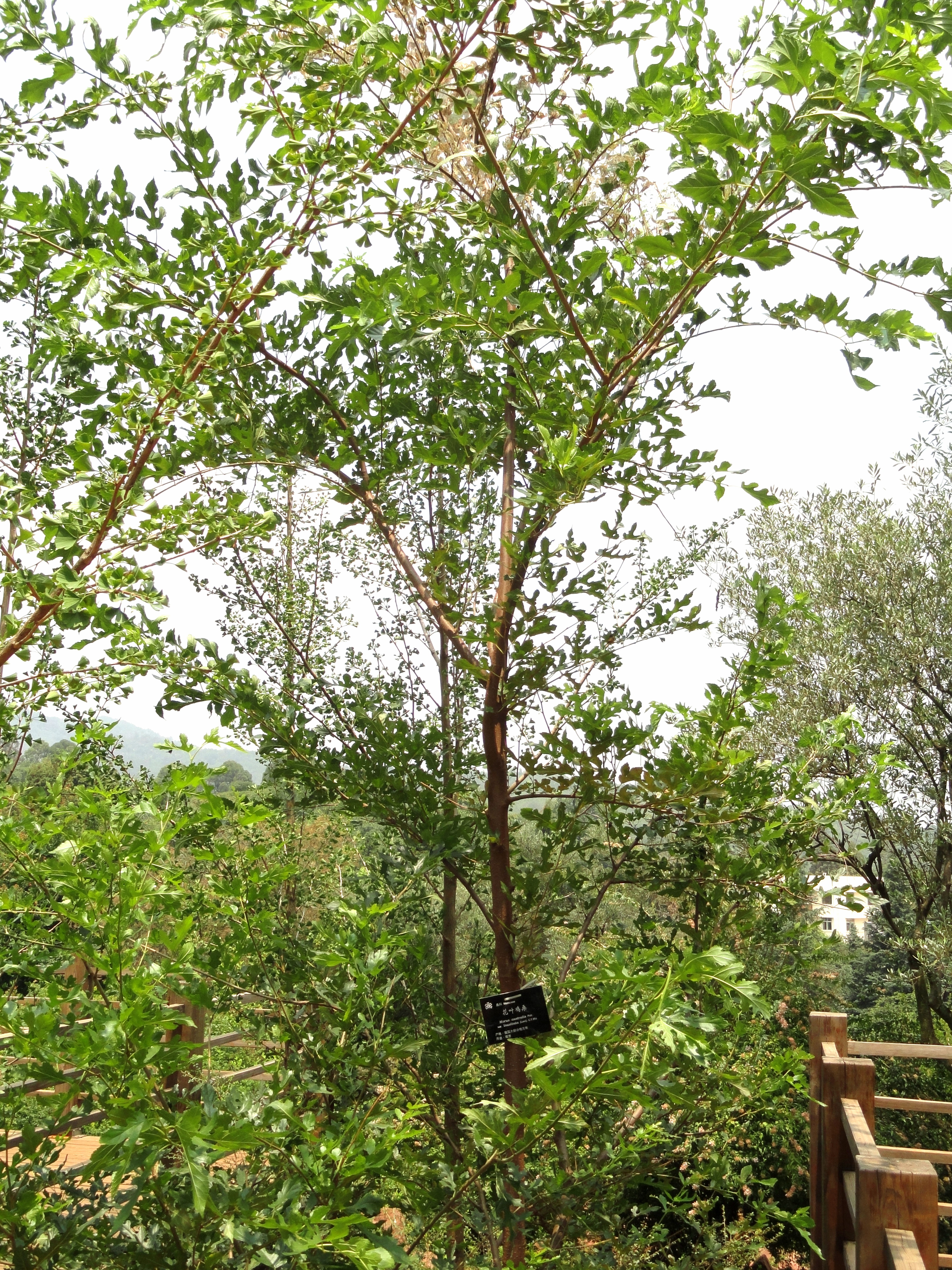
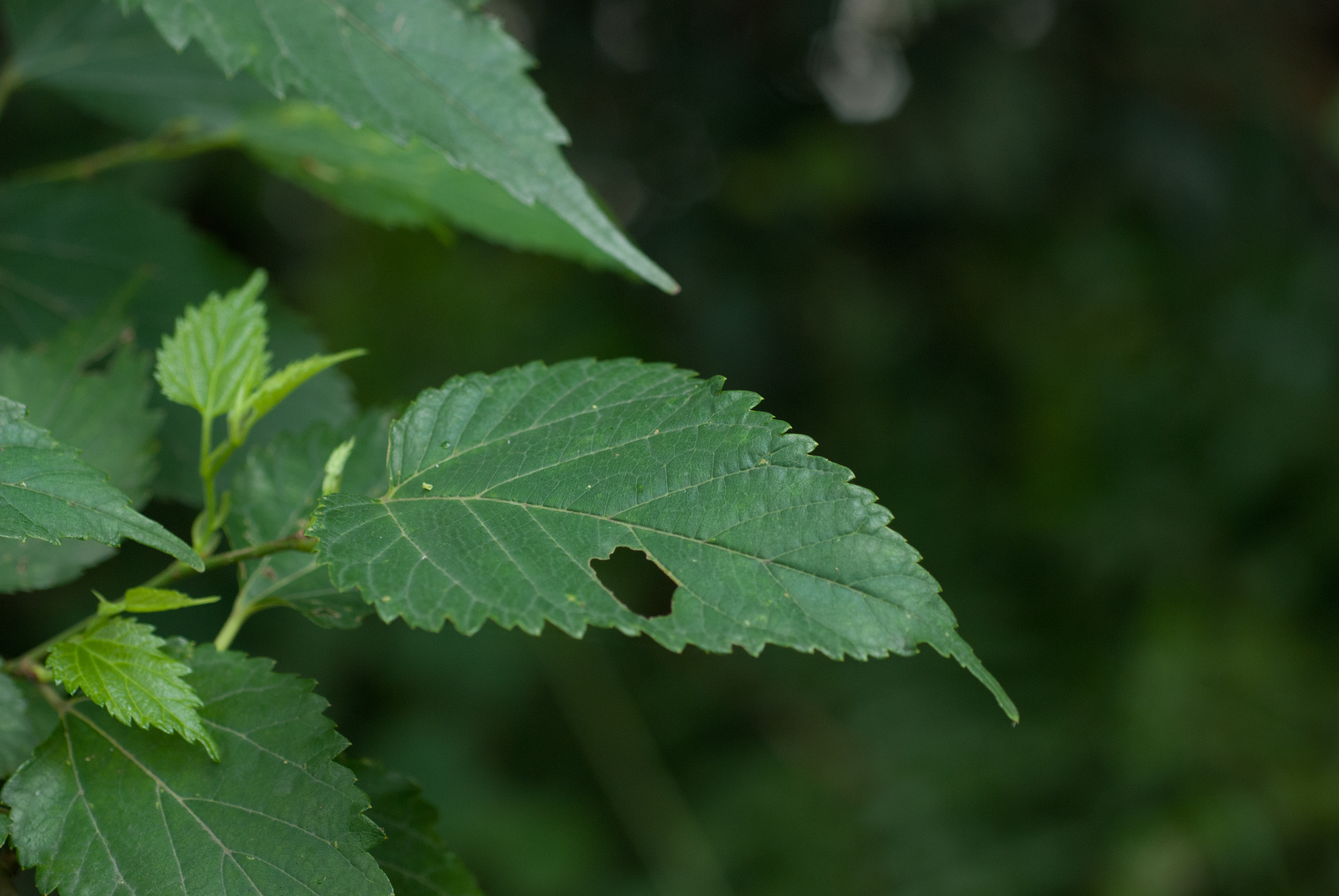
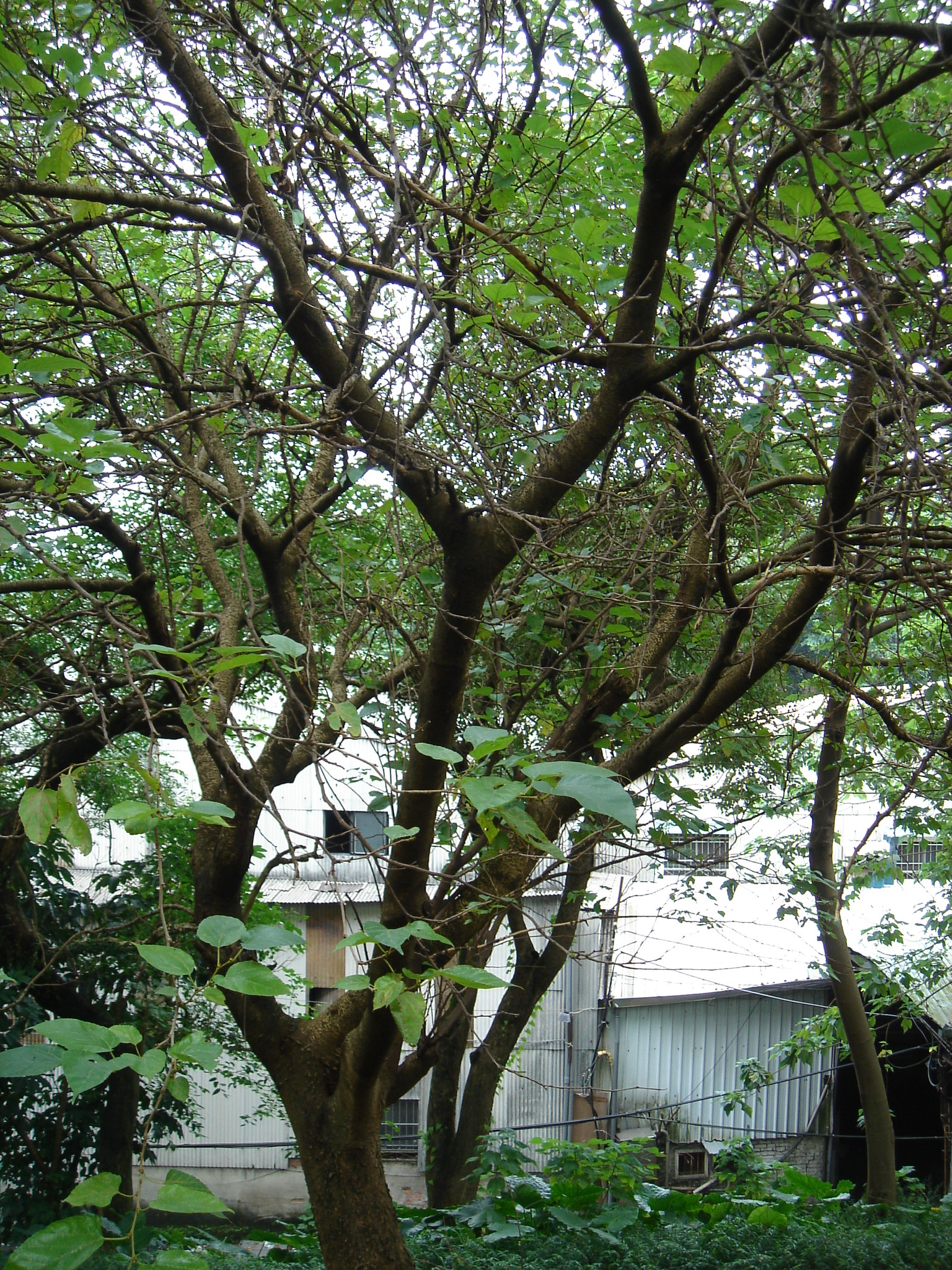
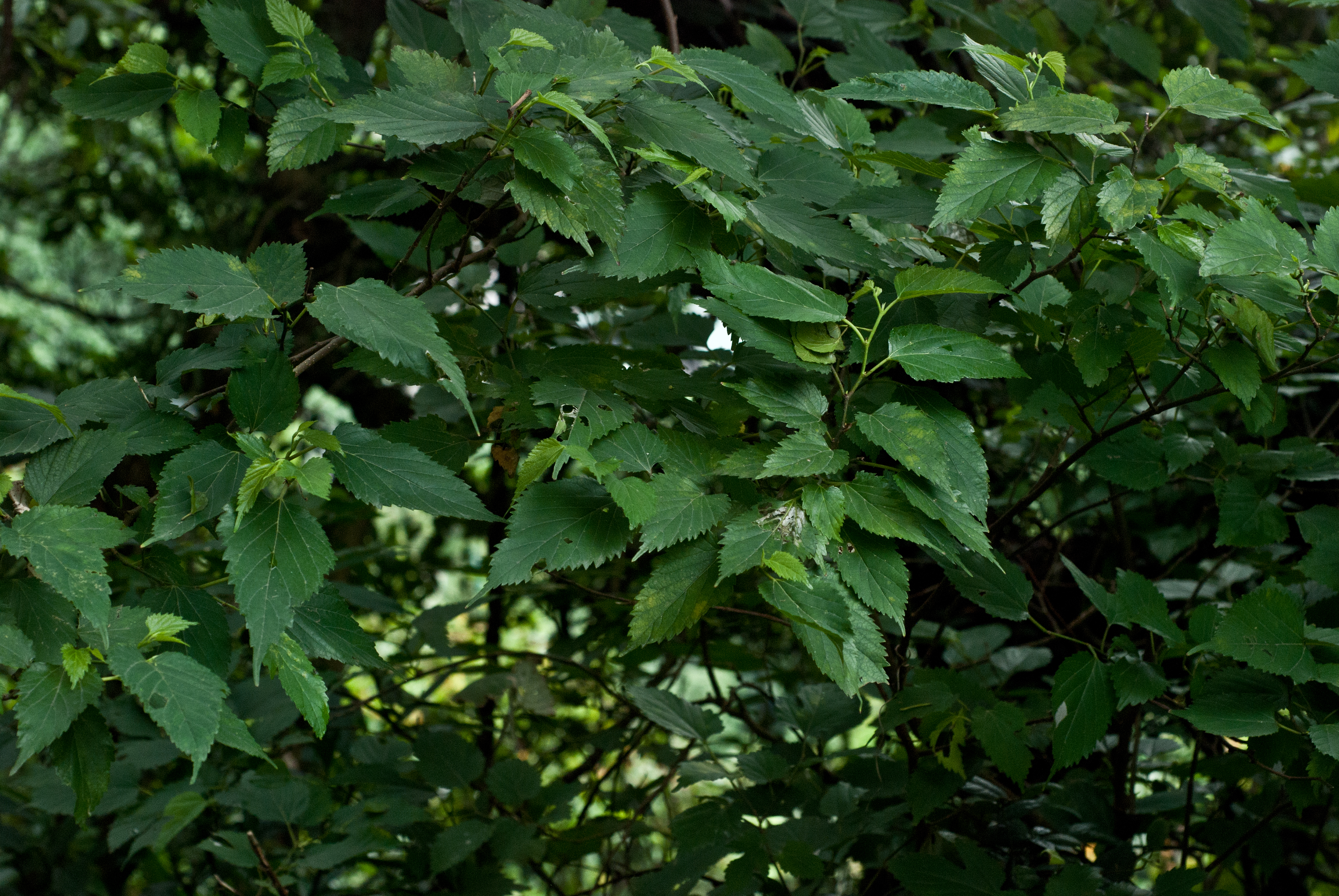